# Tommy "Gyxa" Gustafsson
Tommy "Gyxa" Gustafsson, född 2 juli 1948 i Åstorp, är en svensk före detta fotbollsspelare, som spelade för Landskrona BoIS i Allsvenskan åren 1971-1978. Han användes huvudsakligen som högerytter.
Gyxas karriär inleddes i moderklubben Åstorps IF, där han redan som 16-åring debuterade i A-laget 1964. År 1970 värvade BoIS honom och det kom att bli en lyckad affär. "Gyxa" fick vara med om allsvenskt avancemang år 1970 och därefter åtta år med Landskrona i högsta serien. Han kom att bilda ett giftigt anfallspar i klubben tillsammans med den tunge centertanken Sonny Johansson. 
Bland några av Gyxas mera framstående insatser kan nämnas att han gjorde ett av de två målen i allsvenska kvalmatchen mot Sandviken 1970 och att han avgjorde två 2-1-derbyn i rad mot Malmö FF på Landskrona IP 1971 och 1972.
På meritlistan i övrigt står ett cupguld 1972 och två allsvenska brons 1975 och 1976 samt 326 matcher och 56 mål totalt i BoIS.
Tommy "Gyxa" Gustafsson fortsatte med fotbollen även efter karriärens absoluta topp. Han varvade ner i Kågeröds BoIF 1979-1980 och blev därefter lagledare, juniortränare och styrelseledamot i Landskrona.
Bland övriga klubbar han representerat kan nämnas Svalövs BK 1985-1986, Åstorps IF 1987-1988, Nyvångs GIF 1991, Perstorps SK 1992, Klippans BK 1993-1994, Svalövs BK 1995 och Axelvolds IK 1996-2003.
"Gyxa" är pappa till tränarprofilen Jens Gustafsson.

## Meriter
- 159 matcher i Allsvenskan (29 mål).
- Cupguld 1972.
- Final i Svenska Cupen 1976.
- Två allsvenska brons 1975 och 1976.